# John Clark (personage)
John Clark is een personage dat voorkomt in de boeken van Tom Clancy.

## Persoonlijk
John Clark is geboren in 1942 in Indianapolis onder de naam John Terrence Kelly. Hij is zijn moeder al op jonge leeftijd verloren aan kanker. Zijn vader was brandweerman en is gestorven aan een hartaanval terwijl hij bezig was mensen te redden uit een brand. Kelly bevond zich op dat moment in Vietnam, waar hij herstellende was van een infectie. Kelly verloor zijn eerste vrouw, Patricia, bij een ongeluk waarbij ze overreden werd door een vrachtwagen. Hierbij kwam ook zijn ongeboren kind om het leven.
Kelly trouwt later opnieuw met Sandra (Sandy) O'Toole. Zij was een zuster in het John Hopkins ziekenhuis (in De Meedogenlozen) en verzorgde hem toen hij was neergeschoten door de plaatselijke maffia. Ze hebben samen twee dochters, Maggie en Patricia. Patricia is getrouwd met Domingo (Ding) Chavez. Ding Chavez is een CIA-agent die door Clark opgeleid is en gewoonlijk ook als zijn partner fungeert.
Tijdens Johns verblijf in Engeland, waar hij de leider is van het geheime antiterrorismeteam Rainbow, bevalt Patricia van een zoon. John Clark is vanaf dat moment de opa van John Conor Chavez.

## Carrière
Clark begint zijn carrière als SEAL bij de Amerikaanse marine.
Hij wordt echter al snel door admiraal James Greer gerekruteerd bij de CIA
Hier wordt hij veelal ingezet als inlichtingenman in het veld.
Tijdens De golf van Ontzetting is hij ook een tijdje de persoonlijke bewaker van Jack Ryan.
Wanneer dezelfde Jack Ryan later president is krijgt Clark de leiding over het antiterrorismeteam Rainbow.